# محمد زارع
محمد زارع فعال حقوق بشر اهل مصر است. او رئیس مؤسسه مطالعات حقوق بشر مصر و رهبر حزب سازمان غیردولتی مستقل حقوق بشر مصر است. زارع در سال ۲۰۱۷ برنده جایزه مارتین انالز شد. او در حال حاضر توسط دولت مصر ممنوع‌الخروج است.

## زندگی‌نامه و تحصیلات
زارع در سال ۲۰۰۲ مدرک کارشناسی‌ارشد خود را از دانشکده حقوق در سال ۲۰۰۲ و دیپلم کارشناسی‌ارشد خود را در زمینه جامعه مدنی و حقوق بشر دریافت کرد. او پیش از پیوستن به مؤسسه مطالعات حقوق بشر مصر در سال ۲۰۱۱ برای گروه اتحاد قرائت در زمینه مطالعات فمینیستی، و همچنین برای آژانس آمریکایی خدمات انسانی کاتولیک کار کرد. او متأهل است و دو دختر دارد.